# راي لانكستر
السير راي لانكستر (15 مايو 1847 - 13 أغسطس 1929) هو عالم حيوان بريطاني.

## روابط خارجية
- راي لانكستر على موقع الموسوعة البريطانية (الإنجليزية)